# Mexikói krokodil
A mexikói krokodil más néven púpos krokodil (Crocodylus moreletii) a hüllők (Reptilia vagy Sauropsida) osztályába, a krokodilok (Crocodilia) rendjébe és a krokodilfélék (Crocodylidae) családjába tartozó faj. Tudományos neve Pierre Marie Arthur Morelet francia természettudósnak állít emléket.

## Előfordulása
A Mexikói-öböl partvidékének édes- és ritkábban brakkvizeiben, Belize, Guatemala és Mexikó területén fordul elő.

## Megjelenése
Viszonylag kis termetű krokodilfaj: legfeljebb 3 méteresre nő meg. Orra meglehetősen széles, nyaki pikkelypáncélzata erős. Szürkés barna alapszínű fekete foltokkal; a fiókák világosabb, sárgás alapszínűek.

## Életmódja
A fiatal krokodilok gerinctelenekkel és kisebb halakkal, a kifejlett példányok viszont már nagyobb gerincesekkel (halakkal, hüllőkkel, madarakkal stb.) táplálkoznak.

## Szaporodása
A nőstény a vízpartra vagy lebegő növényzetre épülő fészekhalmot az esős időszak előtt építi fel. A 20-45 tojás mintegy 80 nap után kel ki. A fiókák kikelésében és vízbe szállításában, majd védelmezésében egyaránt részt vállal az anya- és az apaállat.

## Természetvédelmi helyzete
A Természetvédelmi Világszövetség értékelése szerint nem fenyegetett, mivel viszonylag széles körben és nagy számban elterjedt faj: több mint 40 különálló helyen jegyezték fel előfordulását, és példányszámát 10 000 felettire becsülik.